# Thierry Gadou
Pour les articles homonymes, voir Gadou.
Thierry Gadou est un ancien joueur français de basket-ball né le 13 janvier 1969 à Vieux-Boucau-les-Bains. Il est le frère de l'ancien joueur et ancien président de Pau-Lacq-Orthez Didier Gadou. Il a un autre frère, Alain, également ancien joueur de Pau-Lacq-Orthez.

## Clubs successifs
- 1977 - 1988 :  Vieux Boucau
- 1988 - 2000 :  Pau-Orthez (N 1 A et Pro A)
- 2000 - 2001 :  Viola Reggio de Calabre (Lega A)
- 2001 - 2002 : 
  -  Pau Orthez (Pro A)
  -  Tau Vitoria (Liga ACB)
- 2002 - 2003 : 
  -  ASVEL Lyon-Villeurbanne (Pro A)
  -  Caja San Fernando Séville (Liga ACB)
- 2003 - 2004 :  Paris Basket Racing (Pro A)
- 2004 - 2006 :  Pau-Orthez (Pro A)

## Palmarès de joueur
- Champion de France espoir avec ses deux frères Didier et Alain…
- Champion de France Pro A : 1992, 1996, 1998, 1999.
- Vainqueur du Tournoi des As : 1991, 1992, 1993.
- Il est All-Star à 5 reprises en LNB.
- Médaille d'argent aux Jeux olympiques de Sydney de 2000 avec l'équipe de France.
- Médaille de bronze aux Jeux méditerranéens de 1993 à Agde.
- International junior (25 sélections)
- International espoir (7 sélections)